# Liste der Einkaufszentren in Sachsen-Anhalt
Diese Liste der Einkaufszentren in Sachsen-Anhalt enthält alle Einkaufszentren in Sachsen-Anhalt mit einer minimalen Gesamtfläche von 10.000 m².
| Name                    | Ort                    | Eröffnungs- jahr | Mietfläche in m² | Gesamtfläche in m² |
| ----------------------- | ---------------------- | ---------------- | ---------------- | ------------------ |
| Hallescher Einkaufspark | Halle (Saale)          | 1995             | 33.283           | 42.600             |
| Neustadt Centrum        | Halle (Saale)          | 2000             | 23.332           | 30.190             |
| Kaufland Center         | Halle (Saale)          | 1996             | 23.477           | 28.000             |
| Halle-Center            | Landsberg              | 1993             | 53.334           | 53.200             |
| Merse Center            | Merseburg              | 1993             | 10.668           | 14.250             |
| Nova                    | Leuna                  | 1991             | 75.578           | 90.000             |
| PEP Bernburg            | Bernburg               | 1993             | 26.300           | 33.000             |
| Schöne Aussicht         | Weißenfels             | 1993             | 39.481           | 44.000             |
| Mulde Park              | Bitterfeld-Wolfen      | 1995             | 16.730           | 27.000             |
| Kaufland Center         | Dessau-Roßlau          | 1994             | 30.021           | 36.000             |
| Dessau-Center           | Dessau-Roßlau          | 2009             | 16.185           | 18.000             |
| Rathaus-Center Dessau   | Dessau-Roßlau          | 1995             | 20.400           | 34.000             |
| Junkerspark             | Dessau-Roßlau          | 1993             | 18.580           | 21.600             |
| Carat-Park              | Lutherstadt Wittenberg | 1994             | 16.067           | 18.450             |
| Arsenal                 | Lutherstadt Wittenberg | 2012             | 13.400           | 15.000             |
| Rathauspassagen         | Halberstadt            | 1998             | 22.000           | 28.000             |
| Harz-Park               | Wernigerode            | 1994             | 18.582           | 20.000             |
| Allee-Center Magdeburg  | Magdeburg              | 1998             | 35.000           | 40.000             |
| City-Carre Magdeburg    | Magdeburg              | 1997             | 25.694           | 48.000             |
| Bördepark               | Magdeburg              | 1994             | 37.484           | 69.000             |
| Florapark               | Magdeburg              | 1993             | 61.877           | 83.000             |
| Salzer Park             | Schönebeck             | 1994             | 17.247           | 20.900             |
| Elbepark                | Hohe Börde             | 1993             | 45.000           | 60.000             |
| Altmark Forum           | Stendal                | 1995             | 10.000           |                    |
| Ulrichshaus Magdeburg   | Magdeburg              | 1997             | 16.804           | 19.600             |